# Tepuy Maringma
El Tepuy Maringma o  Maringma-tepui, también escrito Monte Maringma e históricamente conocido como Monte Marima, o Cerro Maringma es un pequeño tepui de las Montañas Pacaraima en la región de Cuyuni-Mazaruni, administrada por Guyana y reclamada por Venezuela como parte de la Guayana Esequiba. Se conoce como Malaima-tepui en la lengua local Akawaio La mayoría de las fuentes publicadas lo sitúan justo dentro del territorio guyanés, muy cerca de la frontera con Brasil, y a unos 17 kilómetros (11 mi) al este de Roraima-tepui Sin embargo, la montaña sigue siendo objeto de una considerable confusión toponímica y su nombre se ha aplicado al menos a otro pico cercano.
La aldea de Wayalayeng se encuentra en la base del Maringma-tepui y es desde aquí fue que la montaña fue explorada en mayo-julio de 2004 por un equipo botánico de la Institución Smithsoniana Dirigida por David Clarke, esta fue la primera expedición que alcanzó la cima de la montaña. Le siguieron otras dos expediciones en febrero de 2006 y a finales de 2007, por Bruce Means y Philippe J. R. Kok y otros, respectivamente.
El Maringma-tepui tiene una elevación máxima de alrededor de 2.147 m (7.044 pies) o 2.134 m (7.001 pies) La meseta de la cumbre tiene un área de aproximadamente 170 hectáreas (420 acres) y es altamente desigual, permitiendo que el agua se acumule en muchos pozos profundos, parecidos a pantanos.  Está cubierta predominantemente por una vegetación de "pradera de tepui" de bajo crecimiento, una turba temblorosa y algunos bosques enanos de Bonnetia roraimae, con pocas zonas de roca expuesta. Las familias de plantas dominantes incluyen Bonnetiaceae, Bromeliaceae, Clusiaceae, Orchidaceae, Rapateaceae, Sarraceniaceae y Xyridaceae. Las temperaturas varían mucho en la meseta de la cumbre, con extremos de 13,5 y 37,5 °C registrados en un período de cinco días.